# Косицына
Косицына — деревня в Плесецком районе Архангельской области. Входит в состав Кенозерского сельского поселения.

## География
Деревня находится на юго-западном берегу озера Кенозеро напротив деревни Семёново. Южнее находится деревня Тырышкино.

## Население
| 2002 | 2010 | 2012 |
| ---- | ---- | ---- |
| 10   | ↗11  | ↘10  |

## Культура
В деревне Косицина Андрей Сергеевич Кончаловский снимал фильм «Белые ночи почтальона Алексея Тряпицына», за постановку которого он в 2014 году был удостоен главного режиссёрского приза Венецианского кинофестиваля — «Серебряного льва».

## Археология
Возле деревни Косицына древние археологи нашли стоянки, датируемые шестым или седьмым тысячелетиями до нашей эры, пятым тысячелетием до нашей эры, бронзовым и медным» веками. Также найдена небольшая фигурка из кремня с антропоморфными чертами возрастом 4000 лет.

## Карты
- Косицына на карте Wikimapia